# Boya

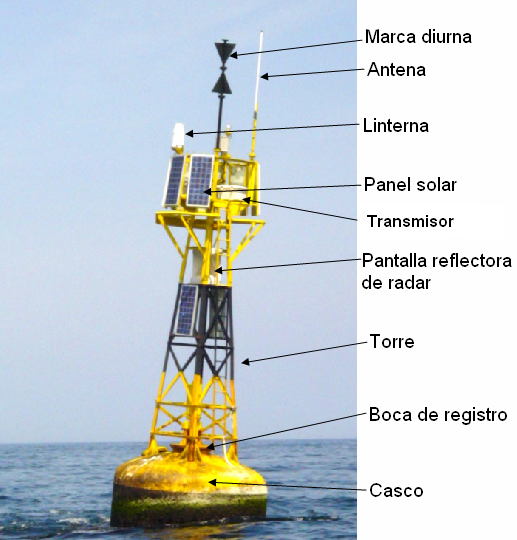
Boya utilizada para balizamiento.

La boya es una baliza flotante situada en un río o en el mar y generalmente anclada al fondo, que puede tener diversas finalidades, principalmente para la orientación de las embarcaciones y señalización de objetos sumergidos.

## Descripción
Las boyas generalmente son huecas y a menudo están infladas con aire o con algún gas neutro, aunque también es común encontrar boyas rellenas de un material sólido más ligero que el agua, como puede ser la espuma de poliestireno, con el fin de impedir que el contenido se llene de agua o que se desinfle, perdiendo así su eficacia, en caso de un pinchazo o fuga tras un golpe.
La flotación de las boyas se debe al Principio de Arquímedes, ya que su masa es inferior a la de su volumen equivalente en agua.

## Tipos de boyas
Existen multitud de tipos de boyas, dependiendo de la finalidad que se les dé:
- Las boyas de balizamiento ayudan a la navegación marcando un canal fluvial o marítimo, así como obstáculos y áreas administrativas, para permitir a los barcos navegar con seguridad.
- Las boyas salvavidas, diseñadas para ser lanzadas a una persona que haya caído al agua, proporcionándole flotación. Generalmente están unidas mediante una cuerda a la embarcación, para poder rescatar al náufrago tirando de ella.
- Las boyas DART, de detección de tsunamis o maremotos, que pueden detectar cambios drásticos en la presión del agua y forman parte de los sistemas de alerta de tsunamis.
- Las boyas respondedoras, que pueden ser interrogadas mediante ondas de radar por los barcos y que responden con su situación y distancia a la nave.
- Las sonoboyas, utilizadas en la guerra submarina para detectar submarinos mediante sónar.
- Las boyas a la deriva o correntómetros, tubulares y generalmente de aluminio, pueden regularse para permanecer a un cierto nivel de densidad, y así comprobar la velocidad de las corrientes marinas.
- Las boyas meteorológicas y oceanográficas, que incorporan sistemas de adquisición de datos para obtener datos meteorológicos y oceanográficos en alta mar.
- Los submarinistas utilizan boyas con dos finalidades distintas:
  - Boyas de balizamiento, para indicar su situación a modo de emergencia, en cuyo caso cumplen la misma función que la bandera alfa, aunque el código de señales marítimas no la reconoce.
  - Boyas inflables, para marcar una posición, o como ayuda para sacar objetos pesados del agua. Se pueden inflar con el aire comprimido de la botella.
- En las regatas, se usan boyas para marcar los puntos de viraje (principalmente en las regatas de vela) o las calles a usar por los participantes (en las de remo).
- En las cañas y redes de pesca, la boya es el corcho o flotador que se coloca para evitar que éstas se hundan, así como para marcar la posición del anzuelo o de la red.

## Galería de imágenes

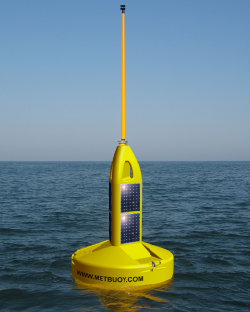
Boya meteorológica/boya oceanográfica gestionada por MDS.
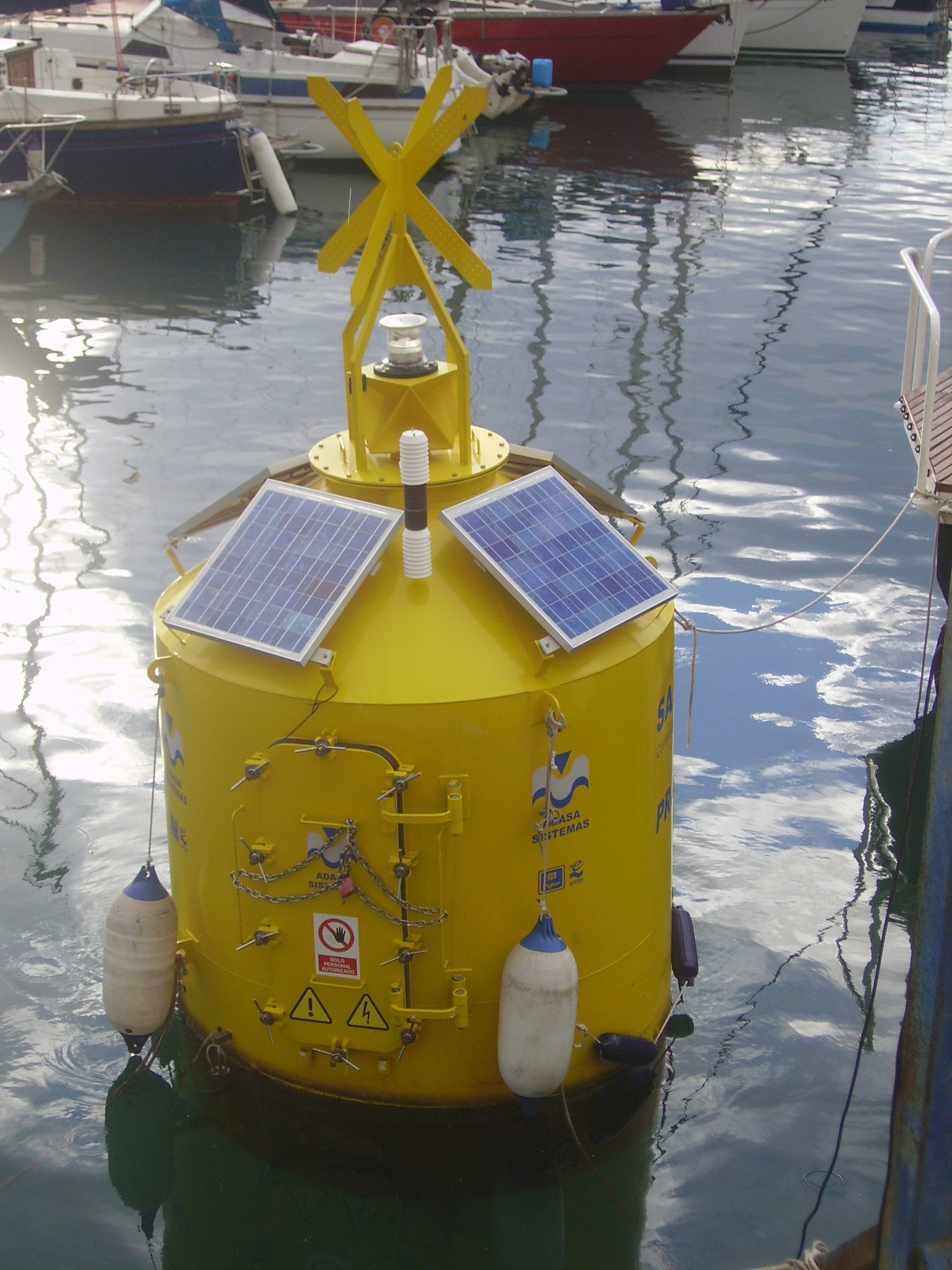
Algunas boyas, como esta del puerto de Barcelona, son tan complejas que incorporan placas solares e incluso otras boyas auxiliares.
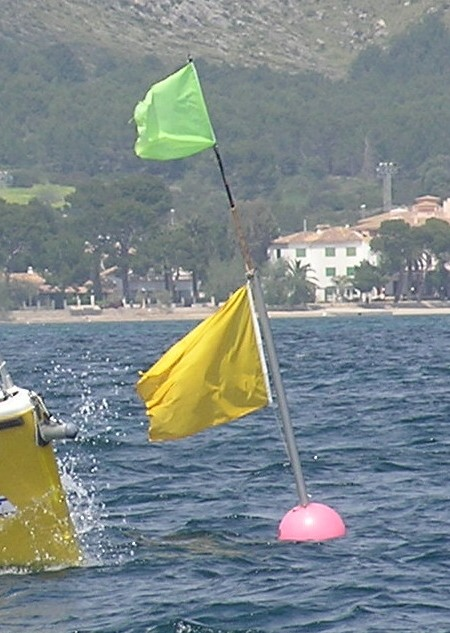
Boya utilizada en regatas.
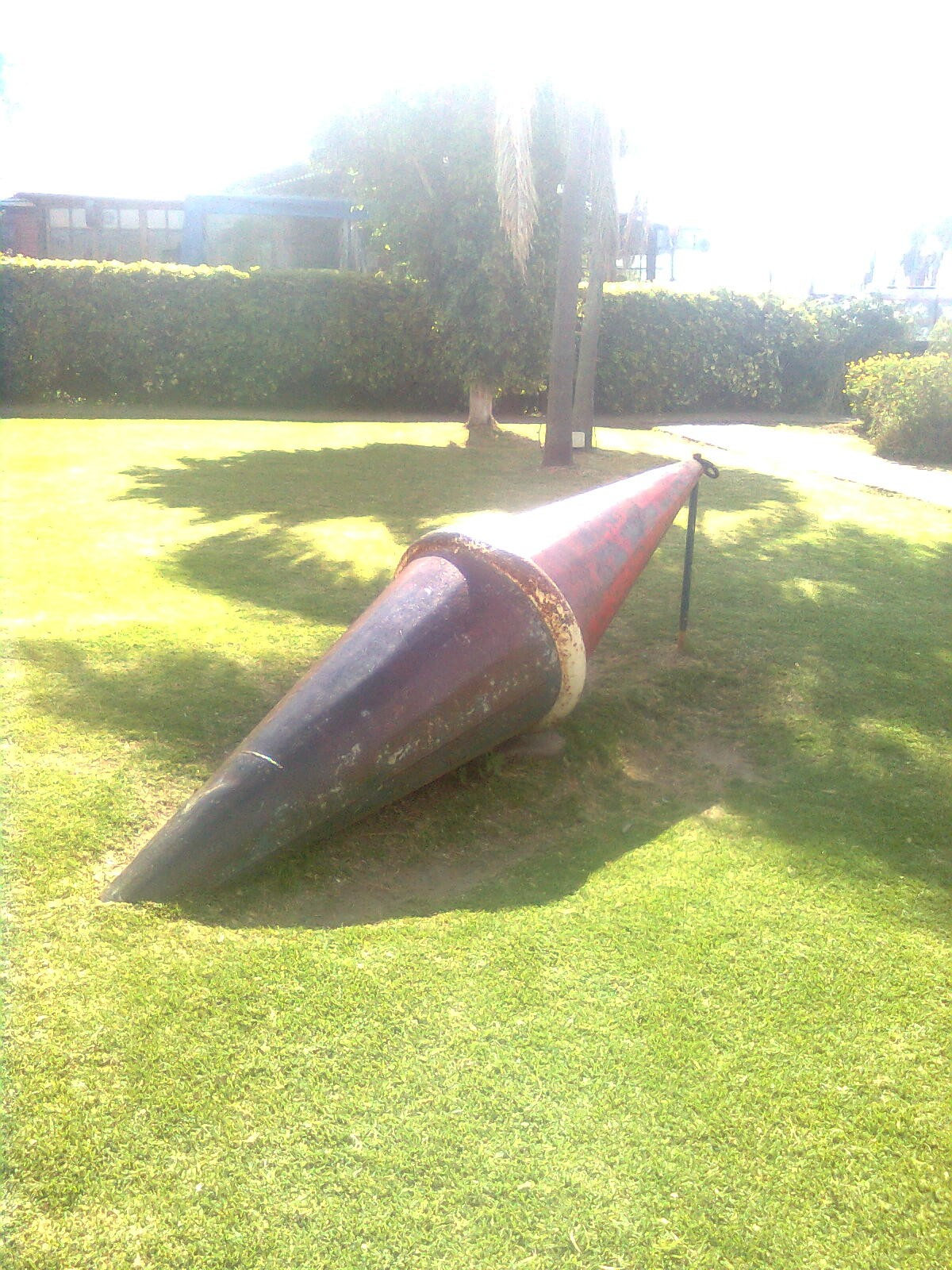
Boya en exposición en San Isidro
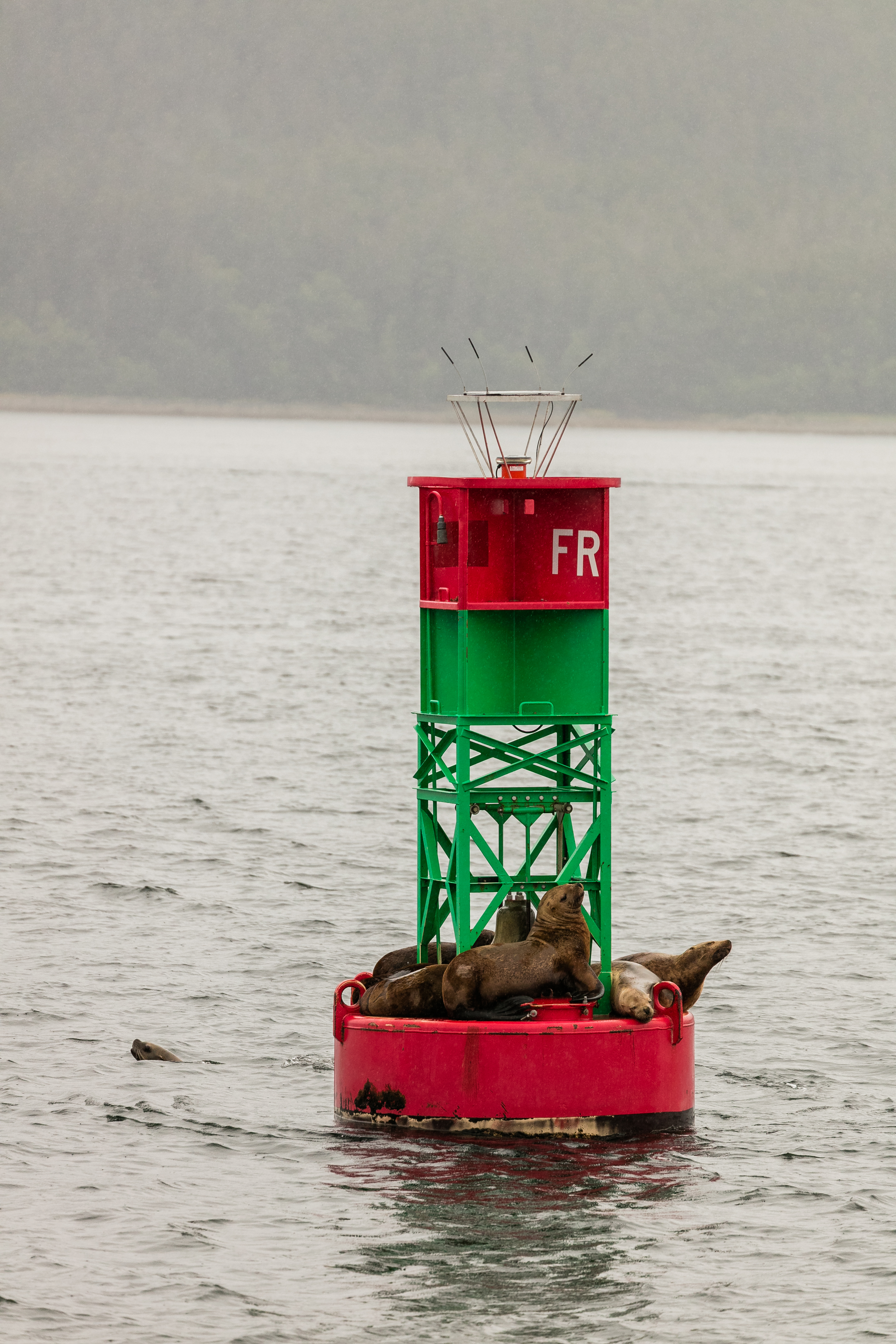
Boya utilizada por leones marinos de Steller para reposar.